# Hymenophyllum × scopulorum
Hymenophyllum × scopulorum là một loài dương xỉ trong họ Hymenophyllaceae. Loài này được Rumsey & F.J. Roberts mô tả khoa học đầu tiên năm 2011.
Danh pháp khoa học của loài này chưa được làm sáng tỏ. 